# Sophie-Albertine de Suède
Sophie-Albertine de Suède (en suédois Sofia Albertina av Sverige), née à Stockholm (Suède-Finlande) le 8 octobre 1753 et morte dans la même ville le 17 mars 1829, est la quatrième enfant du roi Adolphe-Frédéric de Suède et de la reine Louise-Ulrique de Prusse. C'était, avec son frère le prince Frédéric-Adolphe, la favorite de sa mère.

## Biographie
Elle fut nommée de 1767 à 1787 grâce à son oncle maternel Frédéric II de Prusse, coadjutrice de l'abbaye de Quedlinbourg en Saxe-Anhalt.
À partir de 1818, bien que n'étant pas de la nouvelle dynastie régnante des Bernadotte, la princesse Sophie-Albertine prit toute sa place dans la nouvelle Cour, en étant consciente d'être le dernier membre de la dynastie des Holstein-Gottorp. Elle participa à toutes les cérémonies officielles avec entre autres le privilège de couronner le 19 juin 1823 la princesse Joséphine de Leuchtenberg lors de son mariage avec le prince héritier Oscar mais surtout elle eut la tâche d'informer le roi Charles XIV Jean de Suède (l'ancien maréchal Bernadotte) de la naissance de son petit-fils le prince Charles le 3 mai 1826.

## Lieu d’inhumation
La princesse Sophie-Albertine fut inhumée dans la crypte située sous la chapelle Gustave-Adolphe de l’église de Riddarholmen de Stockholm.

## Titres et honneurs

### Titulature
- 8 octobre 1753 — 15 octobre 1787 : Son Altesse royale la princesse Sophie-Albertine de Suède-Finlande,
- 15 octobre 1787 — 25 février 1803 : Son Altesse royale la princesse Sophie-Albertine de Suède-Finlande, abbesse de l'Abbaye de Quedlinbourg,
- 25 février 1803 — 5 septembre 1809 : Son Altesse royale la princesse Sophie-Albertine de Suède-Finlande,
- 5 septembre 1809 — 4 novembre 1814 : Son Altesse royale la princesse Sophie-Albertine de Suède,
- 4 novembre 1814 — 17 mars 1829 : Son Altesse royale la princesse Sophie-Albertine de Suède-Norvège.

### Armes
Les armoiries de la princesse Sophie-Albertine furent :
- Écartelé : à la croix pattée d'or, qui est la croix de Saint-Eric, cantonnée en 1 et 4, d'azur à trois couronnes d'or posées 2 et 1 (qui est de Suède moderne), en 2 et 3, d'azur, à trois barres ondées d'argent, au lion couronné d'or armé et lampassé de gueules, brochant sur le tout (qui est de Suède ancien), sur-le-tout écartelé : 1, de gueules, au lion couronné d'or, tenant dans ses pattes une hallebarde d'argent (de Norvège), emmanchée du second ; 2, d'or, à deux lions léopardés d'azur, armés et lampassés de gueules (de Schleswig) ; 3, de gueules, à la feuille d'ortie d'argent (de Holstein) ; 4, de gueules, au cygne d'argent, becqué, membré et colleté d'une couronne d'or (de Stormarn ; enté en pointe de gueules, au cavalier armé d'argent (de Dithmarse) ; sur-le-tout-du-tout, écartelé d'or à deux fasces de gueules (de Oldenbourg) et d'azur, à la croix pattée, au pied fiché d'or (de Delmenhorst)[1].

- Lorsqu'elle devint princesse-abbesse de l'abbaye de Quedlinbourg, elle prit comme armoiries : Écartelé : à la croix pattée d'or, qui est la croix de Saint-Eric, cantonnée en 1 et 4, d'azur à trois couronnes d'or posées 2 et 1 (qui est de Suède moderne), en 2 et 3, d'azur, à trois barres ondées d'argent, au lion couronné d'or armé et lampassé de gueules, brochant sur le tout (qui est de Suède ancien), sur-le-tout écartelé : 1, de gueules, au lion couronné d'or, tenant dans ses pattes une hallebarde d'argent (de Norvège), emmanchée du second; 2, d'or, à deux lions léopardés d'azur, armés et lampassés de gueules (de Schleswig) ; 3, de gueules, à la feuille d'ortie d'argent (de Holstein) ; 4, de gueules, au cygne d'argent, becqué, membré et colleté d'une couronne d'or (de Stormarn ; enté en pointe de gueules, au cavalier armé d'argent (de Dithmarse) ; sur-le-tout-du-tout, de gueules à deux couteaux croisés d'argent à la poignée d'or (de l'abbaye de Quedlinbourg)[2]

## Hommage
- Ragguaglio ossia giornale della venuta e permanenza in Roma di S.A.R. Sofia Albertina, Principessa di Svezia, ouvrage édité par Francesco Piranesi, Rome, 1793.

## Sources
- (sv) Cet article est partiellement ou en totalité issu de l’article de Wikipédia en suédois intitulé « Sofia Albertina av Sverige » (voir la liste des auteurs).